# Касько, Мария Степановна
Мари́я Степа́новна Касько́ (28 августа 1927, с. Беляны, Каменец-Подольский округ, УССР, СССР — 16 ноября 2000, Мурованые Куриловцы, Мурованокуриловецкий район, Винницкая область, Украина) — доярка колхоза «Заря коммунизма» Мурованокуриловецкого района Винницкой области, Герой Социалистического Труда (1971).

## Биография
Родилась 28 августа 1927 года в селе Беляны (по другим данным, в селе Попелюхи) ныне Мурованокуриловецкого района Винницкой области (Украина).
В конце Великой Отечественной войны трудилась трактористкой, после — дояркой.
Указом Президиума Верховного Совета СССР от 8 апреля 1971 года «за выдающиеся успехи, достигнутые в развитии сельскохозяйственного производства и выполнении пятилетнего плана продажи государству продуктов земледелия и животноводства» удостоена звания Героя Социалистического Труда с вручением ордена Ленина и золотой медали «Серп и Молот».
Трудилась в колхозе до выхода на заслуженный отдых. Избиралась депутатом районного и сельского Советов депутатов трудящихся. Жила в селе Беляны, после — в пгт Мурованые Куриловцы, где скончалась 16 ноября 2000 года.
Награждена орденами Ленина (08.04.1971), Октябрьской Революции (14.02.1975), медалями, в том числе «За трудовое отличие» (22.03.1966), золотой медалью ВДНХ СССР.